# Tarphiosoma fasciata
Tarphiosoma fasciata là một loài bọ cánh cứng trong họ Zopheridae. Loài này được Motschulsky miêu tả khoa học năm 1863.